# 天光道遊樂場
天光道遊樂場（英語：Tin Kwong Road Recreation Ground），位於香港九龍天光道17號，於1964年11月14日啟用，由康樂及文化事務署管理。原址的山崗前身是華人墳場。

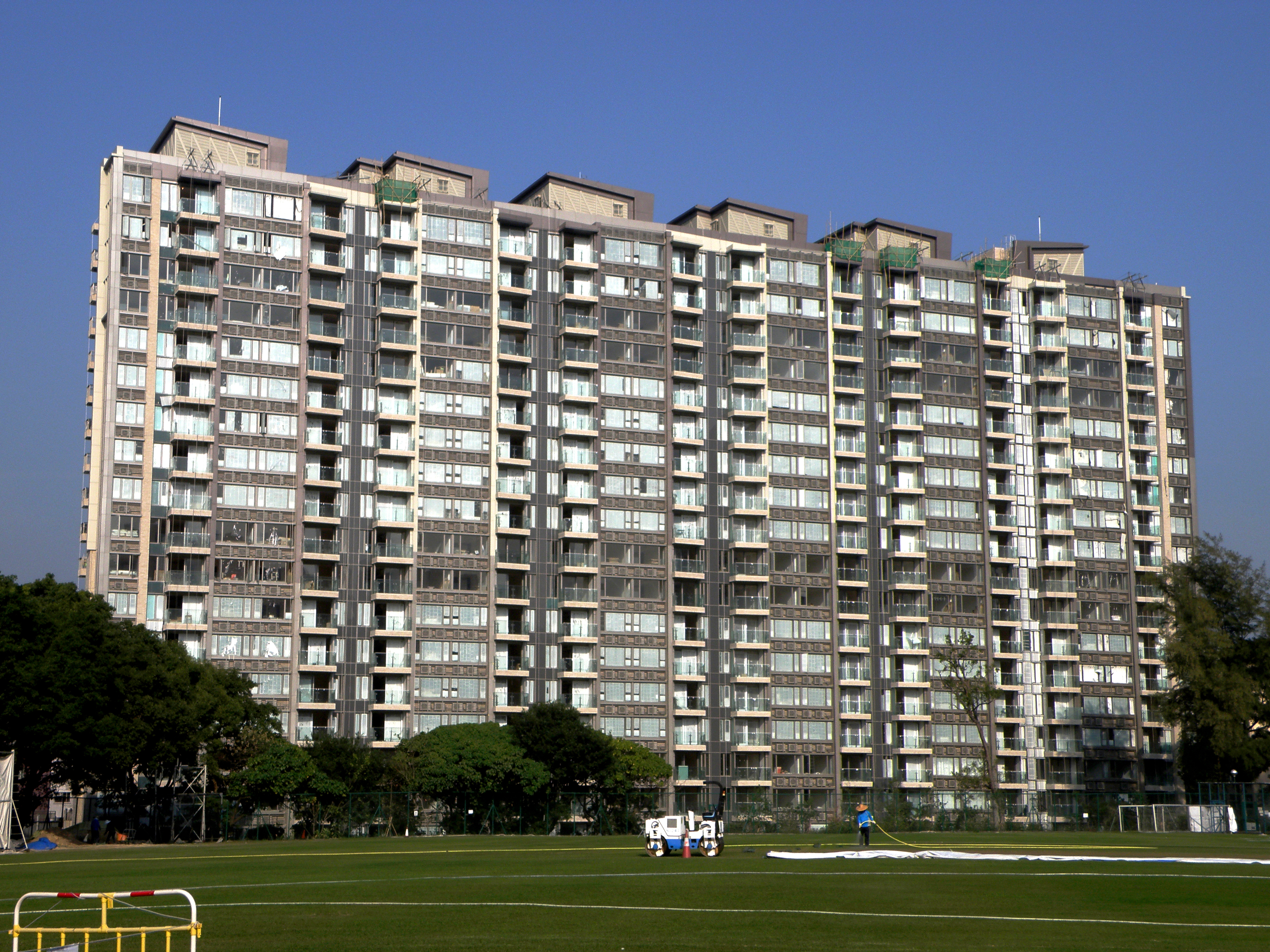
天光道遊樂場，背後為君柏

## 簡介
為香港板球代表隊的指定訓練場地，場地設施只供團體及學校租用。

## 設施
- 遊樂場內設有洗手間及更衣室(設有暢通易達洗手間)
- 1個收費板球練習場
- 此球場可作小型足球場使用(2個收費小型足球場)

## 外部連結
- 板球場(天然草球場)